# Merojapyx
Merojapyx es un género de Diplura en la familia Japygidae.

## Especies
- Merojapyx porteri Silvestri, 1948
- Merojapyx riverosi Silvestri, 1948
- Merojapyx spegazzinii Silvestri, 1948